# Tamara Fjodorowna Makarowa

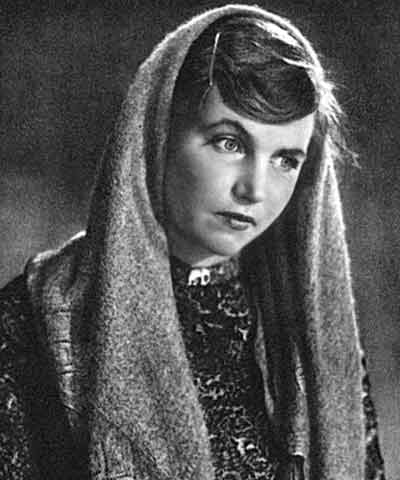
Tamara Makarowa in Utschitel (1939)

Tamara Fjodorowna Makarowa (russisch Тамара Фёдоровна Макарова; * 31.jul. / 13. August 1907greg. in Sankt Petersburg; † 19. Januar 1997 in Moskau) war eine sowjetische Film-Schauspielerin und Schauspiellehrerin.

## Leben und Leistungen
Makarowa war die Tochter eines Militärarztes, der kurz nach der Oktoberrevolution starb. Zur Familie gehörten außerdem ein jüngerer Bruder und eine Schwester.
Bereits während ihrer Schulzeit nahm Makarowa Ballettstunden. 1924 bewarb sich die junge Frau beim Schauspielstudio von Nikolai Foregger, wo sie auch Sergei Gerassimow kennenlernte, bei dem sie studierte und der ihr Ehemann wurde. Das Paar lebte anfangs in bescheidenen Verhältnissen. Auf dessen Anraten besuchte Makarowa die Leningrader Hochschule für darstellende Kunst.
1927 gab sie ihr Filmdebüt in der von Lensowkino produzierten Komödie Чужой пиджак (Tschuschoi pidschak), einer Adaption von Weniamin Kawerins Erzählung Ревизор (Rewisor), in der ihr Mann die Hauptrolle spielte. In der Komödie Люблю ли тебя? (Ljublju li tebja?, 1934) trat sie erstmals als Hauptdarstellerin in Erscheinung, zugleich war es ihr erster von 16 Filmen unter der Regie Gerassimows. Zwei Jahre später folgte mit dessen Werk Семеро смелых (Semero smelych) Makarowas Durchbruch als Schauspielerin.
Nach dem Beginn des Deutsch-Sowjetischen Krieges bat das Ehepaar um einen Einsatz in der Heimatverteidigung. Makarowa erhielt zunächst die Stelle einer Ausbilderin in der politischen Frontverwaltung, ehe sie in der neurochirurgischen Abteilung eines Krankenhauses Dienst tat. 1943 wurden beide nach Taschkent evakuiert, wo sie der KPdSU beitraten und Makarowas Neffen Artur adoptierten. Leibliche Kinder hatte das Paar nicht.
Die erste Filmrolle nach dem Krieg spielte Makarowa als Herrin des Kupferberges in Alexander Ptuschkos Die steinerne Blume (1946). Aufgrund ihres Auftritts in dem preisgekrönten Werk wurde ihr die Titelrolle in einer ausländischen Adaption von Anna Karenina angeboten, die sie jedoch ablehnte.
Seit 1945 war Makarowa auch als Lehrerin am Staatlichen All-Unions-Institut für Kinematographie beschäftigt und leitete dort mit ihrem Ehemann das Studio für Schauspiel und Regie. 1968 wurde sie in den Rang einer Professorin erhoben und wirkte bis in die 1980er Jahre hinein als Pädagogin. Zu ihren Schülern zählten namhafte Darsteller und Filmschaffende wie Ljudmila Gurtschenko, Natalja Belochwostikowa, Sergei Bondartschuk, Inna Makarowa, Tatjana Liosnowa und Nikolai Gubenko. Ab den 1960er Jahren trat die dunkelhaarige Mimin daher nur noch selten vor die Kamera, spielte jedoch weiterhin exponierte Rollen. Letztmals war sie 1984 in der sowjetisch-tschechoslowakischen Koproduktion Лев Толстой (Lew Tolstoi) als Sofja Tolstaja zu sehen. Gerassimow, zugleich Regisseur des Films, gab die Titelfigur. Makarowa spielte im Laufe ihrer Karriere auch unter bekannten Filmemachern wie Grigori Kosinzew, Leonid Trauberg, Iossif Cheifiz, Alexander Sarchi und Micheil Tschiaureli.
Zusammen mit ihrem Ehemann schrieb sie außerdem die Drehbücher zu Tatjana Liosnowas Память сердца (Pamjat serdza, 1956) und Gerassimows Sozialdrama Menschen und Tiere (1962).
Makarowa starb 89-jährig in Moskau und wurde auf dem Nowodewitschi-Friedhof beigesetzt.

## Ehrungen
Tatjana Makarowa war Trägerin folgender Auszeichnungen:
- Ehrenzeichen der Sowjetunion (1. Februar 1939) für Stadt der Jugend – Komsomolsk (1938)
- Stalinpreis zweiter Klasse (1941) für Учитель (Utschitel, 1939)
- Verdiente Künstlerin der RSFSR (1942)
- Stalinpreis erster Klasse (1947) für Der Schwur (1946)
- Volkskünstlerin der UdSSR (1950)
- Medaille „20. Jahrestag des Sieges im Großen Vaterländischen Krieg 1941–1945“ (1965)
- Orden des Roten Banners der Arbeit (1967)
- Medaille „30. Jahrestag des Sieges im Großen Vaterländischen Krieg 1941–1945“ (1975)
- Leninorden (1977 und 1982)
- Held der sozialistischen Arbeit (1982)
- Medaille „40. Jahrestag des Sieges im Großen Vaterländischen Krieg 1941–1945“ (1985)
- Orden der Völkerfreundschaft (1987)
- Ehrenpreis beim Filmfestival Соизвездие (Soiswesdije, 1993)
- Nika für Честь и достоинство (Tschest i dostoinstwo, 1994)
- Ehrung durch den Präsidenten der Russischen Föderation anlässlich der 100-jährigen Geschichte des russischen Kinos (1995)[5]
- Schukow-Medaille
- Medaille „Veteran der Arbeit“
- Medaille „Für heldenmütige Arbeit im Großen Vaterländischen Krieg 1941–1945“
- Jubiläumsmedaille „Zum Gedenken an den 100. Geburtstag von Wladimir Iljitsch Lenin“
- Medaille „Zum 250-jährigen Jubiläum Leningrads“
- Medaille „70 Jahre Streitkräfte der UdSSR“
- Medaille „Für die Verteidigung Moskaus“
- Medaille „Für heldenmütige Arbeit im Großen Vaterländischen Krieg 1941–1945“
- Medaille „Sieg über Deutschland“
- Medaille „Für die Verteidigung Leningrads“
- Medaille „50. Jahrestag des Sieges im Großen Vaterländischen Krieg 1941–1945“

Sie wurde bereits Anfang der 1980er Jahre in einer Dokumentation porträtiert, 2006 folgte ein ihr gewidmeter Beitrag der Fernsehreihe Как уходили кумиры (Kak uchodili kumiry).

## Filmografie (Auswahl)
- 1929: Das neue Babylon (Nowy Wawilon)
- 1933: Der Deserteur (Desertir)
- 1938: Stadt der Jugend – Komsomolsk (Komsomolsk)
- 1941: Maskerade (Maskarad)
- 1946: Die steinerne Blume (Kamenny zwetok)
- 1946: Der Schwur (Pitsi)
- 1948: Ihr großer Tag (Perwoklassniza)
- 1948: Die junge Garde (Molodaja gwardija)
- 1948: Der wahre Mensch (Powest o nastojaschtschem tscheloweke)
- 1949: Und wieder zusammen (Tri wstretschi)
- 1952: Aus dem Tagebuch einer Ärztin (Selski wratsch)
- 1956: Weg der Wahrheit (Doroga prawdi)
- 1962: Menschen und Tiere (Ljudi i sweri) – auch Drehbuch
- 1967: Журналист (Schurnalist)
- 1973: Den Menschen lieben (Ljubit tscheloweka)
- 1975: Töchter und Mütter (Dotschki-materi)
- 1980: Peters Jugend (Junost Petra)